# Orjaški panda
Orjáški ali véliki pánda (znanstveno ime Ailuropoda melanoleuca) je sesalec, ki ga navadno uvrščajo v družino medvedov, Ursidae. Danes živi samo v nekaj med seboj izoliranih populacijah v gorskih gozdovih osrednje Kitajske in spada med ogrožene vrste. Kljub temu mu v sedanjosti ne grozi neposredna nevarnost, da bi izumrl, ker so za njegovo rešitev organizirane mnoge dejavnosti.
Življenje orjaškega pande ali bambusnega medveda v naravi ostaja še naprej velika uganka. Da bi lahko razvozlali njegov obstoj, moramo o njegovem načinu življenja vedeti čim več. 
Ime panda si orjaški panda deli z živalsko vrsto mačji panda, mačji medved ali mali panda (Ailurus fulgens; angl. Red Panda), ki pa ni njegov bližnji sorodnik,  saj sodi v samostojno družino zveri, katere edini živeči predstavnik je in je prav tako ogrožena vrsta.

## Telesna zgradba
Panda ima postavo kot medved, a je po anatomski zgradbi telesa podoben rakunu. Zato se znanstveniki vse do danes ne morejo poenotiti o tem, v katero skupino bi ga uvrstili. Čeprav je po zgradbi zobovja mesojed, je postal izrazito rastlinojed. V svoji domovini, v gorah osrednje Kitajske, se hrani izključno z bambusovimi listi in mladimi vršički. Bambus je visoka trava, ki jo je z zobmi težko prežvečiti. Da se je panda lahko začel hraniti z bambusom, so se mu morale zaobliti krone sekalcev in razširiti grizne ploskve kočnikov. Samo tako lahko prežveči trda bambusova stebla in jih zmelje v kašo. Pandi za hrano ni treba hoditi daleč, ker bambus raste povsod v mrzlih in vlažnih gorah njegove domovine.
Kot samotarska in plašna žival je panda najbolj aktiven ob jutranjem svitu in večernem mraku. Zaradi tega ga v zeleni polsenci bambusovih gozdov le težko opazimo. Znanstveniki morajo pogosto za opazovanje pande čakati cele tedne, preden jim ga uspe videti od blizu.
Orjaški panda se podobno kot medved premika po tleh. Čeprav okorno, je sposoben teči zelo hitro in delati majhne skoke. Pri hoji po tleh je zanj značilno obračanje sprednjih šapic. Tako se prepoznavno razlikuje od medveda.
Posebnost: na prednjih šapah je razvit nekakšen šesti prst, ki je dejansko podaljšek zapestnice in mu pomaga pri obiranju bambusnih vršičkov.

## Koliko jih je
Ob študiju kitajske literature ugotovimo, da so v zadnjih 500 letih pogosto opisovali bivališča orjaškega pande v gozdovih južne in osrednje Kitajske. Na žalost živi panda danes le še v izoliranih visokogorskih gozdovih. Čeprav tega ni mogoče natančno določiti, znanstveniki menijo, da v teh gozdovih živi največ 1000 do 1600 pand.

## Ogroženost vrste
Glavni razlog za njihovo ogroženost je uničevanje njihovega prvotnega življenjskega okolja. Na jugu in vzhodu Kitajske gozdove krčijo zaradi naseljevanja in pridobivanja obdelovalnih površin, pri čemer potiskajo pando v najbolj oddaljena področja. V teh predelih je potrebno območje njegove razširjenosti zaščititi in ustanoviti naraven rezervat. Ogrožene so tudi zaradi izsekavanja bambusovih gozdov, saj se hranijo z bambusom.

## Ohranitev  njihove vrste
Največji sedanji problem ohranjanja pande je njegova geografska izolacija. Vsega skupaj trinajst gorskih rezervacij je druga od druge oddeljenih s travnatimi in žitnimi površinami, kar pomeni, da srečanje pand iz sosednjih rezervatov ni možno. Čeprav ima populacija v enem rezervatu največ nekaj deset živali, prihaja v njej do križanja živali med sorodnimi posamezniki. Orjaški pande se ne razmnožujejo zelo uspešno, zato prihaja do nenadnega padca števila vzrejenih mladičev. Samica skoti večinoma enega mladiča, če pa se ji izjemoma skotita dvojčka, vedno skrbi samo za enega, drugega mladiča pa pusti stradati, da pogine.

## Vzreja
Z vzrejo pande so živalski vrtovi v različnih deželah pridobivali ugled. Tako so zunaj meja Kitajske v živalskih vrtovih gojili po enega pando ali par. Mnogi pande so imele v ujetništvu velike psihične težave, kar je oteževalo njihovo rejo in parjenje.
Naravno razmnoževanje pand v ujetništvu za zdaj ne obeta veliko upanja, zlasti zato, ker je ujetih pand le malo in pride do parjenja le izjemoma. Zaradi tega poskušajo raziskovalci uporabiti umetne metode oploditve. Vendar morajo najprej rešiti glavno težavo: samice so namreč za oploditev godne le nekaj dni na leto. Po zadnjih podatkih celo le en dan do tri dni v letu. Iz tega razloga je uspešna izvedba te metode dokaj problematična, kajti tega roka ne smejo zamuditi.